# Barbados' kvindefodboldlandshold
Barbados kvindefodboldlandshold er de nationale kvindefodboldlandshold i Barbados som reguleres af Barbados Football Association.
Barbados debuterede i Gold Cup for første gang i 2006, hvor deres optræden blev kort da de tabte med 0-1 mod Antigua og Barbuda. Barbados deltog ikke under kvalificeringen under OL i Beijing. De kom tilbage stærkere i 2010, hvor de kvalificerede sig til hovedrunden ved at slå Anguilla og Grenada i en miniturnering på Barbados. I anden runde mødte Barbados Trinidad og Tobago, Guyana og Saint Lucia. Barbados slog sidstnævnte, men tabte mod Guyana og Trinidad og Tobago. Dette resulterede en tredjeplads, og dermed kom Barbados ikke videre.

## Resultater

### VM
| World Cup Finals | World Cup Finals       | World Cup Finals | World Cup Finals | World Cup Finals | World Cup Finals | World Cup Finals | World Cup Finals | World Cup Finals | World Cup Finals |
| År               | Resultat               | GP               | W                | D*               | L                | GF               | GA               | GD               |                  |
| ---------------- | ---------------------- | ---------------- | ---------------- | ---------------- | ---------------- | ---------------- | ---------------- | ---------------- | ---------------- |
| 1991             | Deltog ikke            | -                | -                | -                | -                | -                | -                | -                |                  |
| 1995             | Deltog ikke            | -                | -                | -                | -                | -                | -                | -                |                  |
| 1999             | Deltog ikke            | -                | -                | -                | -                | -                | -                | -                |                  |
| 2003             | Deltog ikke            | -                | -                | -                | -                | -                | -                | -                |                  |
| 2007             | Kvalificerede sig ikke | -                | -                | -                | -                | -                | -                | -                |                  |
| 2011             | Kvalificerede sig ikke | -                | -                | -                | -                | -                | -                | -                |                  |
| 2015             | Endnu ikke fastlagt    | -                | -                | -                | -                | -                | -                | -                |                  |
| Total            | 0/6                    | -                | -                | -                | -                | -                | -                | -                |                  |

*Omfatter kampe vundet på straffespark.

### CONCACAS
| Women's Gold Cup | Women's Gold Cup       | Women's Gold Cup | Women's Gold Cup | Women's Gold Cup | Women's Gold Cup | Women's Gold Cup | Women's Gold Cup | Women's Gold Cup | Women's Gold Cup |
| År               | Resultat               | GP               | W                | D*               | L                | GF               | GA               | GD               |                  |
| ---------------- | ---------------------- | ---------------- | ---------------- | ---------------- | ---------------- | ---------------- | ---------------- | ---------------- | ---------------- |
| 1991             | Deltog ikke            | -                | -                | -                | -                | -                | -                | -                |                  |
| 1993             | Deltog ikke            | -                | -                | -                | -                | -                | -                | -                |                  |
| 1994             | Deltog ikke            | -                | -                | -                | -                | -                | -                | -                |                  |
| 1998             | Deltog ikke            | -                | -                | -                | -                | -                | -                | -                |                  |
| 2000             | Deltog ikke            | -                | -                | -                | -                | -                | -                | -                |                  |
| 2002             | Deltog ikke            | -                | -                | -                | -                | -                | -                | -                |                  |
| 2006             | Kvalificerede sig ikke | -                | -                | -                | -                | -                | -                | -                |                  |
| 2010             | Kvalificerede sig ikke | -                | -                | -                | -                | -                | -                | -                |                  |
| Total            | 0/8                    | -                | -                | -                | -                | -                | -                | -                |                  |

*Omfatter kampe vundet på straffespark.